# 上海ダイヤモンド取引所
上海ダイヤモンド取引所（シャンハイ ダイヤモンドとりひきじょ）は、中華人民共和国上海市のジンマオタワーに本部を置くダイヤモンドの商品取引所である。理事に欧陸之星鑽石（上海）有限公司総裁、ベルギー・ダイヤモンド高等議会中国主席、サハダイヤモンド代表取締役社長などを務める姜杰がいる。

## 歴史
2002年に開設した。上海ダイヤモンド取引所には2007年現在、217の企業が会員となっている。